# File-Spreading-Engine
Eine File-Spreading-Engine ist ein Dienst zum Verteilen von Dateien über das Internet. Die vom Benutzer (einmalig) hochgeladenen Dateien werden dabei auf mehrere vorher ausgewählte Sharehoster gespiegelt.

## Anwendungen
Der Vorteil dieser Dienste ist die Umgehung von Limitierungen der Sharehoster, wie beispielsweise nur ein gleichzeitiger Download oder maximal 100 MB pro Stunde. Weiterhin bietet man Kunden die Möglichkeit, beim Ausfall eines oder mehrerer Sharehoster auf funktionierende auszuweichen – es besteht also eine hohe Ausfallsicherheit und die Daten sind praktisch nahezu immer verfügbar.

## Rechtliche Probleme
Am 31. Juli 2008 teilte die GEMA mit, dass sie nun aktiv gegen File-Spreading-Engines vorgehen würde, da das Schwarzkopieren unterstützen bzw. erleichtern würden. Viele Filespreader erhielten daraufhin eine Abmahnung. Der größte Teil dieser Dienste ist seitdem nicht mehr erreichbar.

## Bekannte Spread-Engines
- UploadMirrors.com
- MassMirror.com
- MultiUpload.com
- HubUpload.com
- xlice.net